# Стара фортеця (Нахічевань)
Стара фортеця, Кохня-гала або Фортеця Єзідабад (азерб. Köhnəqala, Yezidabad qalası) — стародавня середньовічна фортеця на південному сході міста Нахічевань. Прийнято вважати, що фортеця була побудована на замовлення сасанідського правителя Єздигерда III (632 / 633–651 / 652).

## Історія

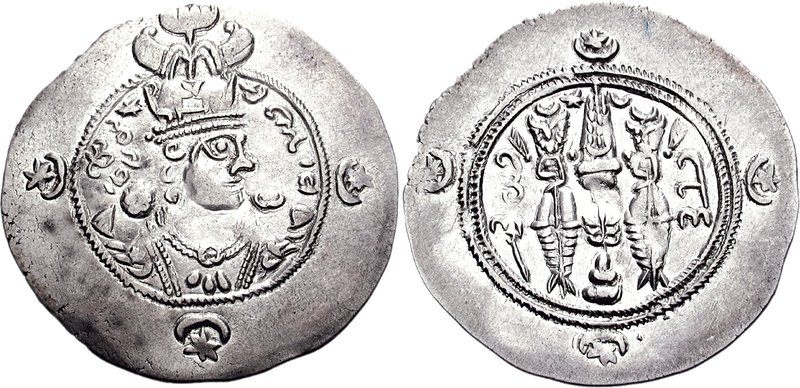
Монета з портретом Єздигерда III

Точна дата побудови фортеці невідома. Під час досліджень, проведених на території фортеці в період з 1957 по 1959 роки, були виявлені такі археологічні матеріали, як фрагменти керамічного посуду, кам'яні молотки. З археологічних досліджень відомо, що дані кам'яні знаряддя використовувалися в соляних копальнях епохи бронзи (III—II тисячоліття до нашої ери). Вважається, що фортеця була побудована на замовлення останнього шаха з династії Сасанідів Єздигерда III (632 / 633–651 / 652).
За відомостями турецького мандрівника Евлія Челебі, під час навали монголів фортеця була зруйнована.
Цю фортецю згадували згодом Шарден та Джон Фостер Фрезер, що побували в Нахічевані. Фортеця діяла до XVIII століття.

## Дослідження
У 1827 році, вперше, в плані Нахічевані Стара фортеця була відзначена схематично. На підставі плану фортеця складалася з двох частин: малої фортеці Нарін-гала та Великої фортеці.

### Велика фортеця
Велика фортеця була більше схильна до руйнувань. Площа території Великої фортеці, що нагадує прямокутник (185х400 м), становила 74000 м2. Руїни стін, побудовані з товченої глини і щебеню, а також залишки будівель, побудованих з рожевого і жовтого кольору паленої цегли квадратної форми, свідчать про їх належність до середніх століть. Велика фортеця відповідно до пагорбу, на якому вона знаходиться, в північно-східній і північно-західній частині побудована правильної форми, а в південній частині — зигзагоподібно. Виступаючи вліво усічення зигзагів завершуються конусоподібними баштами розмірами від 5,7 м до 9 м. Ширина тих стін Великої фортеці, що зилишились досягає 1 метра, а висота в деяких місцях до 5 метрів. У західній частині фортеці знаходиться мавзолей Ноя та інші споруди.
У частині фортеці, що примикає до міста Нахічевань, видно залишки стін, побудованих з товченої глини з домішкою щебеню, шириною від 3 до 4 метрів.

### Нарин-гала
Нарин-гала побудована пізніше Великої фортеці. Нарин-гала оточена вежами діаметром 10 метрів.
Передбачається, що ворота Нарин-гали перебували в її західному куті разом з вежею. У західній частині фортеці збереглися оперізуючі місто Нахичеван стіни. У північно-східній частині фортеці до наших днів збереглися і круглі вежі.
У південно-західній частині Нарин-гали знаходиться печера-притулок, де могли сховатися 300 осіб. Для освітлення і проникнення повітря нагорі печери були зроблені отвори. Прихований підземний хід, що йде від Нарин-гали, імовірно вів до річки Нахічеванчай. Кяхрізи, що протікають під Нарин-Галой мали на території фортеці два колодязя з водою. Один колодязь знаходиться в печері. Однією з особливостей фортеці є знаходження між Бейук-Галой та Нарин-Галой вузького коридору шириною 22,5 м, що має назву «кам'яна пастка».